# تیتا نیر
تیتا نیر (به لاتین: Tita Neire) یک کوه در سوئیس است که در کانتون وله واقع شده‌است. تیتا نیر ۳٬۱۷۵ متر بالاتر از سطح دریا واقع شده‌است.